# Avulsed
Gli Avulsed sono un gruppo musicale spagnolo di genere brutal death metal.

## Storia
Fu fondato da Dave Rotten a Madrid nell'agosto 1991. Dopo aver finito il servizio militare obbligatorio ad ottobre, Rotten volle fondare una band ma fu possibile solo 6 mesi dopo, al che scelse il nome di Avulsed facendo uscire la prima demo. I testi in linea con il genere parlano di morte, mutilazioni, sesso e perversione.
Nel 1995 pubblicarono per la Repulse records il loro primo album Carnivoracity.

## Formazione
- Dave Rotten - (voce)
- Cabra - (chitarra)
- Juancar - (chitarra)
- Tana - (basso)
- Riky - (batteria)

## Discografia

### Album in studio
- 1996 - Eminence in Putrescence
- 1998 - Cybergore (raccolta)
- 1999 - Seven Years of Decay (raccolta)
- 1999 - Stabwound Orgasm
- 2003 - Yearning for the Grotesque
- 2005 - Gorespattered Suicide
- 2006 - Reanimations (raccolta)
- 2009 - Nullo (The Pleasure of Self-mutilation)
- 2013 - Ritual Zombi
- 2016 - Deathgeneration

### Demo, EP e singoli
- 1992 - Embalmed In Blood (demo)
- 1993 - Carnivoracity (singolo)
- 1993 - Deformed Beyond Belief (demo)
- 1993 - Live In Perfect Deformity (demo)
- 1994 - Carnivoracity (EP)
- 1995 - Promo '95
- 2001 - Bloodcovered (Ep)
- 2001 - Bloodcovered (EP)
- 2015 - Altar of Disembowelment (MCD/10"MLP)

## Videografia
- 2004 - Grotesque Live 2004
- 2007 - Reanimating Russia 2007